# 卞文瑜

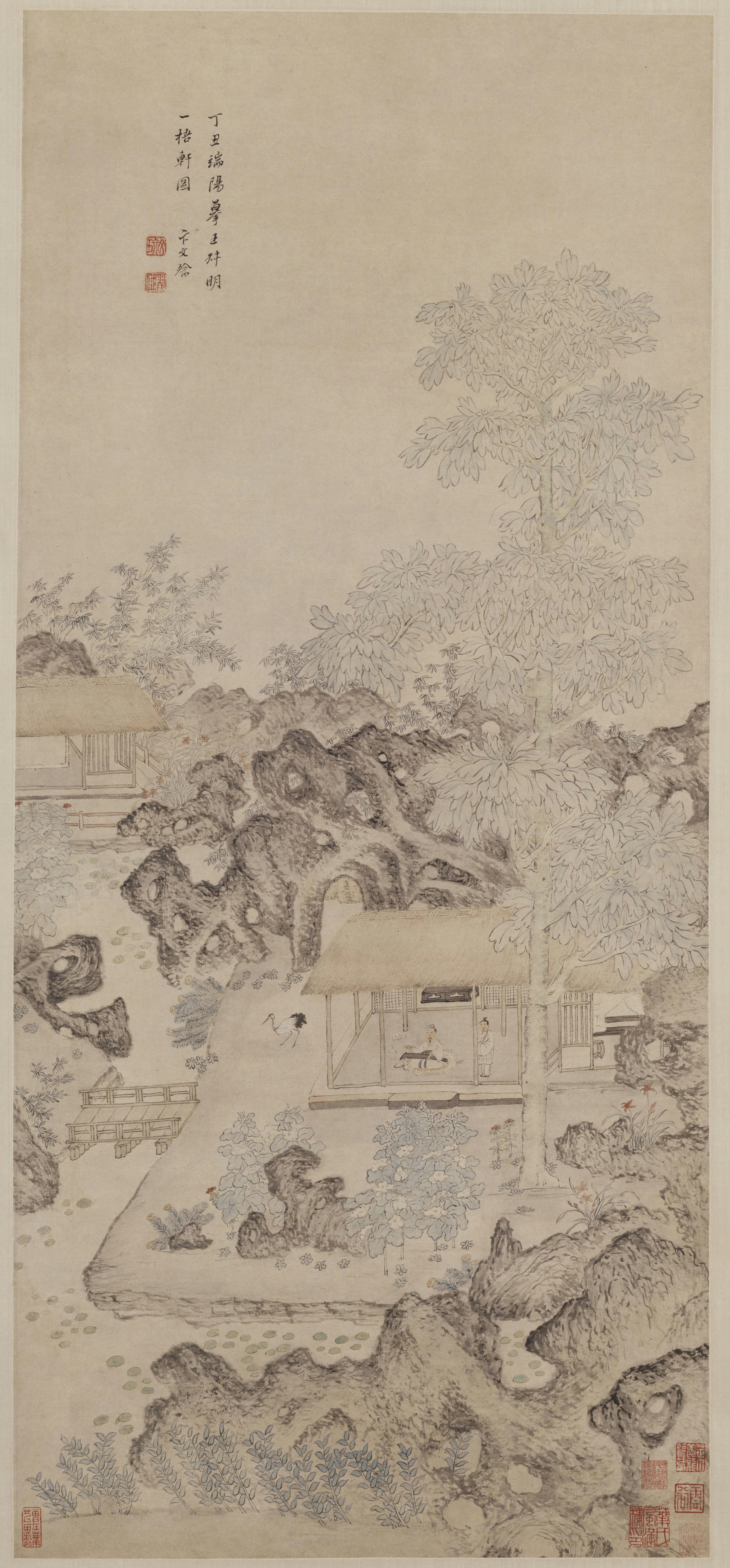
卞文瑜绘《一梧轩图》（北京故宫博物院藏）

卞文瑜（1576年—1655年），本姓徐，後改卞，字潤甫，號浮白，長洲縣（今江蘇蘇州）人。明末清初畫家。
萬曆四年（1576年）出生。早年師從趙文度，後從董其昌，擅畫山水，樹石勾剔。與王时敏、王鑑、董其昌、杨文骢、程嘉燧、张学曾、李流芳、邵弥被诗人吴梅村称“畫中九友”。順治十二年（1655年）卒。

## 作品
《設色山水》軸，藏於台北國立故宮博物院
《一梧軒圖》，藏於北京故宮博物院